# Woo Bum-kon
Woo Bum-kon (o Wou Bom-kon; 24 de febrero de 1955 - 27 de abril de 1982) fue un policía surcoreano y asesino itinerante que mató a 56 personas e hirió a otras 35 en varios pueblos en el Condado de Uiryeong, Provincia de Gyeongsang del Sur, Corea del Sur, en la noche del 26 al 27 de abril de 1982, antes de suicidarse.
Su  ataque fue el asesinato masivo más mortífero cometido por un solo hombre armado en la historia moderna hasta los ataques de Noruega del 22 de julio de 2011, y es el suceso más mortífero en la historia de Corea del Sur hasta el incendio en el metro de Daegu en 2003.

## Trasfondo
No se conoce mucho sobre su infancia y adolescencia, por lo que es complicado definir algún comportamiento psicopático o preocupante en sus primeros años de vida. Woo había servido en la Infantería de Marina de la República de Corea hasta 1978. En diciembre de 1980, fue contratado por la Policía Nacional de Pusan y enviado al pueblo de Togok-ri en diciembre de 1981, después de ser transferido a la comisaría de policía local en Kungyu.

## Masacre de Uiryeong

### Preludio
Woo tuvo una discusión con su novia, Chun Mal-soon (전말순), en la tarde del 26 de abril de 1982, después de que ella le despertara aplastando una mosca en su pecho. Enfurecido, dejó la casa y fue a la comisaría de policía, donde se presentó al servicio a las 16:00. Según informes iniciales, empezó a beber fuertemente, aunque los testigos presenciales más tarde declararon que Woo no parecía ebrio durante su ataque, y según oficiales locales, habría sido incapaz de cubrir 4 km de terreno difícil y pedregoso estando borracho.

Sobre las 19:30, Woo regresó a casa, golpeó y pateó a su novia y rompió mobiliario, antes de dirigirse a la armería de reserva y reunir varias armas, constando de dos carabinas M2, 144-180 cartuchos, y siete granadas de mano. Algunos informes declararon que los otros agentes estaban en una reunión, y él por tanto pudo llevarse las armas sin ser visto, aunque otros mencionaron que había intimidado a los guardias para obtener acceso.
- Jeon Un-suk (전은숙), 23
- Son Jin-tae (손진태), 26

- Gang Pan-im (강판임), 61
- Choi Bun-ee (최분이), 71
- Jeon Jong-jeong (전종정), 36
- Baek Jeom-ag (백점악), 36, esposa de Jeon Jong-jeong
- Lee Chun-su (이춘수), 50
- Son Jeong-hee (손정희), 50
- Yu Baek-Soy (유백암), 59
- Lee Pan-su (이판수), 50
- Mun Sun-ee (문순이), 44, esposa de Lee Pan-su

- Son Won-jeom (손원점), 51
- Shin Su-jeong (신수정), 9, hija de Shin We-do
- Shin Chang-Sun (신창순), 13, hija de Shin We-do
- Park En-gil (박인길), 42
- Choi Jeong-nyeo (최정녀), 40, esposa de Park En-gil
- Park Kyung-suk (박경숙), 19, hijo de Park En-gil
- Park Jae-cheol (박재철), 14, hijo de Park En-gil
- Park Hyeon-suk (박현숙), 8, hija de Park En-gil
- Seol Sun-jeom (설순점), 49
- Yu Sun-ja (유순자), 19, hija de Seol Sun-jeom
- Kim Wol-sun (김월순), 28
- Jeon Dal-bae (전달배), 18
- Sin Yeong-lyeon (신경련), 43
- Yu Jeom-Sun (유점순), 19
- Jin Pil-li (진필리), 19
- Jeon Yong-gil (전용길), 37
- Kim Ju-dong (김주동), 18
- Jin Il-im (진일임), 48
- Park Gab-jeo (박갑저), 38
- Park Myeong-lyeon (박명련), 32
- Park Mi-hae (박미해), 14

- Seo Hyeong-su (서형수), 27
- Seo Jeong-su (서정수), 22, hermano de Seo Hyeong-su
- Park Jong-deog (박종덕), 43
- Jeon Bok-Sun (전복순), 63
- Park Bong-sun (박봉순), 41
- Ham Tan-nam (함소남), 51
- Lee Ta-sun (이타순), 46
- Lee Sun-du (이순두), 46
- Han Myeong-gyu (한명규), 53
- Choi Gyeong-jag (최경작), 43
- Seo Eum-seog (서음석), 20, hijo de Choi Gyeong-jag
- Mun Byeong-hyeong (문병형), 8
- Mun Se-jeong (문세정), 2
- Gwak Gi-dal (곽기달), 43
- Gwak Ju-il (곽주일), 14, hijo de Gwak Gi-dal
- Sun Park-deog (박순덕), 41, esposa de Gwak Gi-dal
- Jo Eul-Sun (조을순), 56

- Heo Ee-jung (허이중), 23, muerto en Byeokgye-ri (벽계리)
- Jo Gwi-nam (조귀남), 54, muerto en Jukjeon-ri (죽전리)
- Jo Myeong-lyul (조명률), 59, muerto en Bonggok-ri (봉곡리)
- Ha Gyeong-jae (하경재), 5
- Yu Lyang (유량), edad desconocida
- Jo Yong-deog (조용덕), 46, Haman-gun

- Woo Bum-kon (우범곤), 27

### Comienza el ataque
Aproximadamente a las 21:30, Woo disparó a su primera víctima en la calle y entró en la oficina de correos local, donde mató a los tres operadores telefónicos y cortó las líneas telefónicas. Luego fue a Torongni, donde lanzó una granada y disparó a los transeúntes en el mercado, asesinando a seis personas. También hirió a Chun Mal-soon, que había ido a investigar después de oír tiros en el pueblo. A partir de ese momento, fue de pueblo en pueblo, aprovechando su posición como agente policial para obtener entrada a las casas y disparar a sus habitantes.
A las 22:30, Woo tomó como rehén a Kim Ju-dong (김주동) de dieciocho años y se trasladó a Ungye-Ri (운계리), donde le ordenó al chico que le trajera un refresco de la tienda de comestibles propiedad de Shin We-do (신외도) de cincuenta y dos años. Después de obtener lo que le había pedido, Woo mató al chico y atacó al dueño de la tienda y su familia. Shin We-do logró huir después de recibir un disparo en una pierna, pero su esposa Son Won-jeom (손원점) y sus hijas Chang-sun (창순) y Su-jeong (수정) fueron asesinadas. Woo continuó su tiroteo en el mercado donde se ubicaba la tienda, matando un total de 18 personas en aquel pueblo, antes de partir hacia Pyongchon-Ni (평촌리).
En Pyongchon-Ni, disparó a una familia de cuatro miembros mientras dormían en sus camas y después fue a otra casa, donde se estaban alarmando por los disparos. Cuando el dueño de la casa vio al policía armado y preguntó qué había pasado, Woo le explicó que había una alerta ya que agentes norcoreanos habían sido vistos. El hombre invitó a Woo a su casa para cenar, durante la que él se quejó de su pequeño salario y su transferencia de Pusan al campo. Woo finalmente empezó a disparar a sus anfitriones después de que uno de ellos comentara que sus cartuchos no parecían reales.[cita requerida]  Mató a doce personas en la casa y a otras ocho en las calles, dejando un total de 24 personas muertas en Pyongchon-ni.

### Respuesta policial, la muerte del sospechoso
A pesar de que la policía fue alertada a los pocos minutos de comenzar los primeros disparos, les tomó una hora reunir un equipo de 37 agentes para buscar al hombre armado, y la jefatura de policía nacional en Seúl no fue informada hasta la 1:40 a. m. Para ese momento, justo a 4 km de la comisaría de policía de Kungryu, Woo buscó refugio en la granja propiedad de Suh In-Su (서인수) de sesenta y ocho años, a quien dijo que estaba persiguiendo a un infiltrado comunista, y que la familia tendría que reunirse en la habitación principal de la casa para que les pudiera proteger. Cuando la familia se reunió a su petición, les tomó como rehenes.
Dos horas más tarde, la policía finalmente lo localizó, y cuando sus fuerzas lo cercaron, Woo detonó dos granadas, suicidándose y matando a su vez a tres de sus rehenes. Suh sobrevivió gravemente herido. Cuatro cartuchos y una granada fueron recuperadas por la policía del interior de la granja.

### Consecuencias inmediatas
Cuando el ataque acabó, 55 personas y el propio Woo habían muerto, mientras otras 36 estaban heridas, seis de ellas gravemente. Uno de los heridos, un niño al que le disparó, murió el 8 de mayo, elevando el número de fallecidos a 56. En ese momento, 35 personas todavía continuaban hospitalizadas en Jinju y Masan.
Chun Mal-soon más tarde dijo que su novio "sufría un complejo de inferioridad y le molestaban los comentarios de los aldeanos por convivir con ella sin estar casados". Más tarde, el jefe provincial de policía fue suspendido, y otros cuatro agentes fueron arrestados por negligencia en el servicio.

## Consecuencias
El Ministro del Interior de Corea del Sur, Suh Chung-hwa, y el jefe de la policía nacional, A Eung-mo, ofrecieron su dimisión como forma de expiación por el ataque de Woo. Suh Chung-hwa, siendo responsabilizado del incidente por el presidente Chun Doo-hwan, dejó su cargo el 29 de abril, y Roh Tae-woo fue nombrado nuevo Ministro del Interior.
Un equipo parlamentario especial fue formado, constando de 19 parlamentarios y dirigido por el presidente del Comité de Asuntos Internos Kim Chong-hoh, para investigar el tiroteo y su desastrosa gestión por la policía. Además, el Gabinete de Corea del Sur decidió pagar indemnizaciones a las víctimas y sus familias.